# Tequeño
Tequeño (l.mn. tequeños) – wenezuelska przekąska i przystawka w formie palucha nadziewanego serem, popularna też w kuchni peruwiańskiej.
Istnieje kilka legend dotyczących powstania tequeño. Prawdopodobnie receptura narodziła się pod koniec XVIII wieku w nieistniejącej już dzielnicy Caracas – El Teque, położonej na północ od Miraflores, w pobliżu bogatszych obszarów miasta. Od tego czasu zyskiwała na popularności i obecnie jest nieodłącznym elementem wszelkiego rodzaju przyjęć lub imprez. Stała się też produktem masowym wywarzanym przez koncerny spożywcze z użyciem różnych gatunków sera i dodatków, w różnych wielkościach.
Jako ciasta do paluchów używa się mieszanki do wonton lub ciasta empanada.
Jako samodzielna przekąska serwowana jest z różnymi dodatkami i sosami, np. chutneyem z brzoskwini i gujawy, czy guacamole. Bywa podawana zamiast zwykłego chleba z masłem przed posiłkiem. W Peru paluchy podaje się z lomo saltado, ají de gallina (potrawką z kurczaka), czy też z kremowym papa a la huancaína (daniem z ziemniaków w serowym sosie), a do sera w nadzieniu dodaje szynkę.

## Galeria

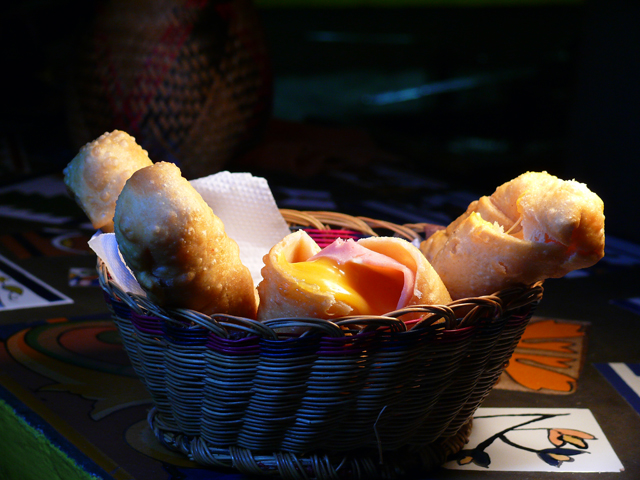
Tequeños z szynką
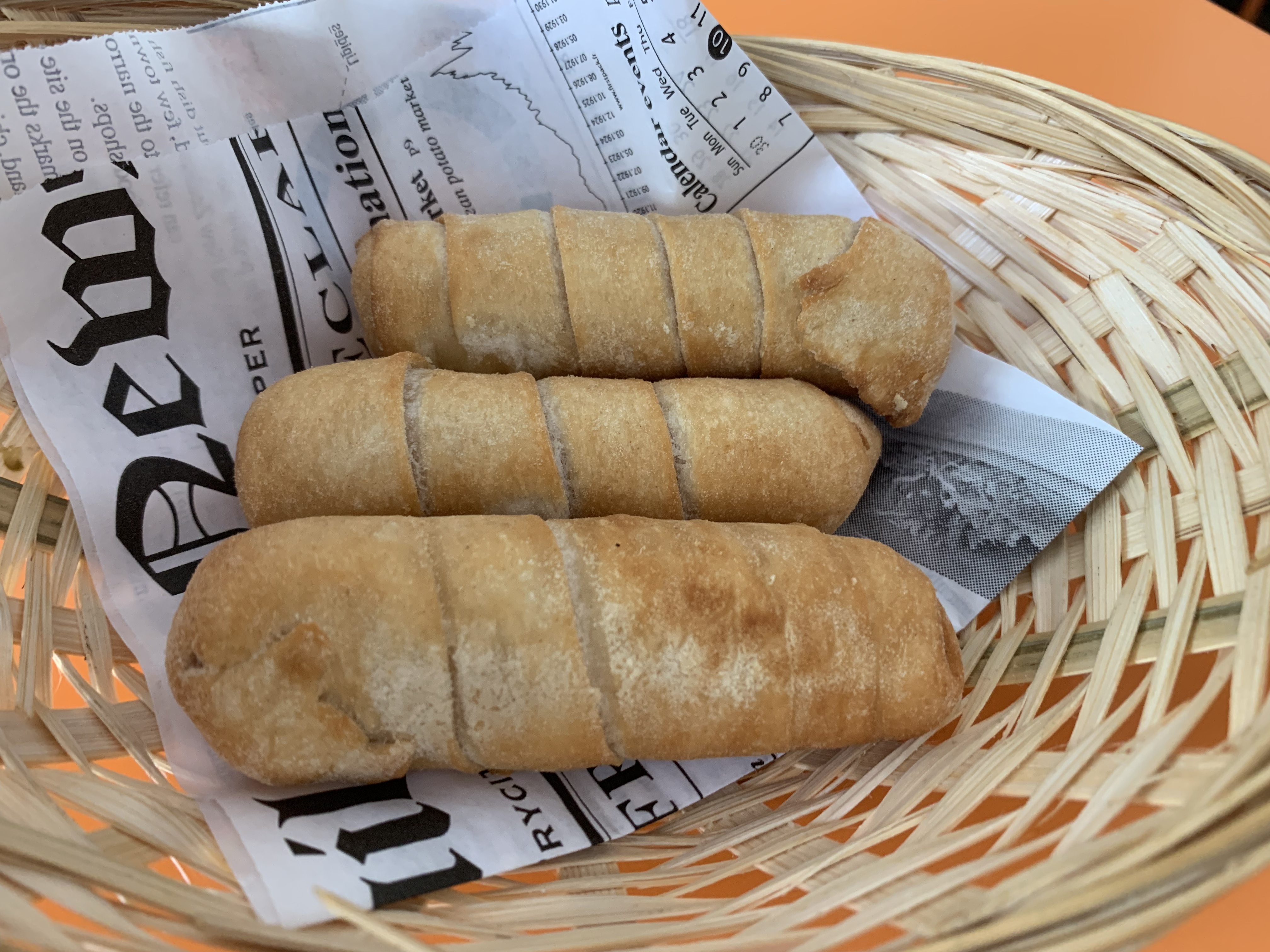
Tequeños w Lyonie
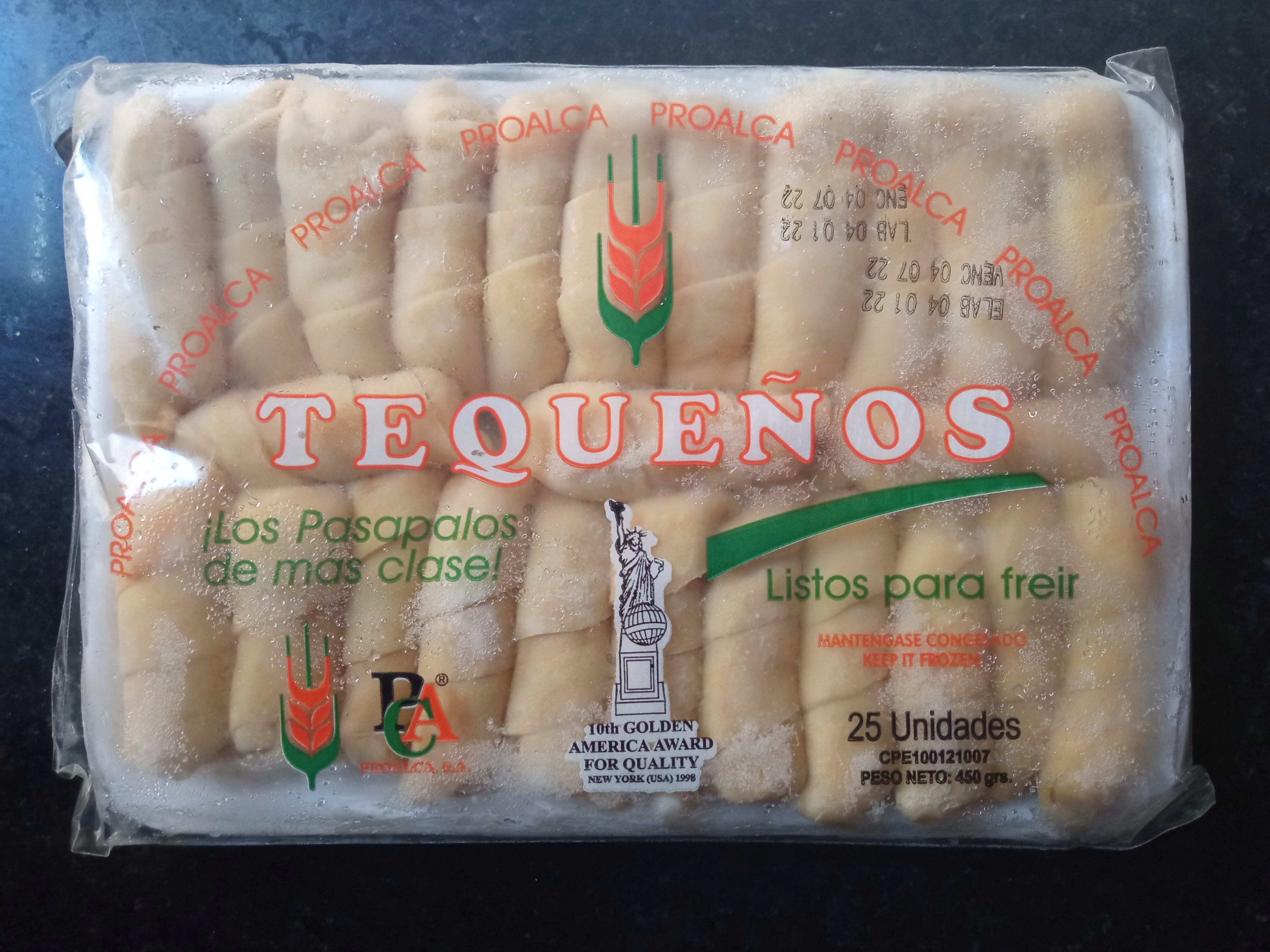
Tequeños przemysłowe